# Handwerksmuseum (Bocholt)

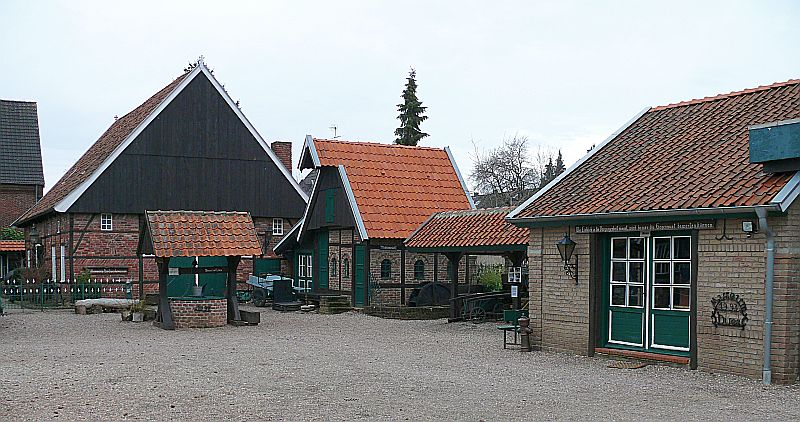
Handwerksmuseum Bocholt

Das Handwerksmuseum in Bocholt stellt auf einer Fläche von 720 m² insgesamt 28 Handwerksberufe zur Schau. Neben der Darstellung mittlerweile ausgestorbener Handwerksberufe, wie dem Wagenschmied und dem Leinenmacher wird die Ausübung durchaus aktueller Berufe (Bäcker, Hufschmied, Buchdrucker etc.) in vergangenen Jahrhunderten gezeigt.
Um die Erinnerungen aus früheren Zeiten zu bewahren, ist das Museum 1993 aufgrund einer Privatinitiative entstanden. In mehreren Fachwerkhäusern findet der Besucher über 4000 Werkzeuge, Geräte, Bücher und Zeichnungen, die allesamt die Kunst des Handwerks lebendig werden lassen.
Nach dem Tod des Gründers Tischlermeister Walter Dues im August 2018 wurde das Museum geschlossen, es wurde am 19. Mai 2019 wiedereröffnet.